# Oronoco
Oronoco és una població dels Estats Units a l'estat de Minnesota. Segons el cens del 2000 tenia 883 habitants.

## Demografia
Segons el cens del 2000, Oronoco tenia 883 habitants, 335 habitatges, i 253 famílies. La densitat de població era de 186,3 habitants per km².
Dels 335 habitatges en un 33,7% hi vivien nens de menys de 18 anys, en un 65,7% hi vivien parelles casades, en un 6% dones solteres, i en un 24,2% no eren unitats familiars. En el 18,5% dels habitatges hi vivien persones soles el 6,3% de les quals corresponia a persones de 65 anys o més que vivien soles. El nombre mitjà de persones vivint en cada habitatge era de 2,64 i el nombre mitjà de persones que vivien en cada família era de 3.
Per edats la població es repartia de la següent manera: un 25,9% tenia menys de 18 anys, un 6,3% entre 18 i 24, un 33,5% entre 25 i 44, un 25,8% de 45 a 60 i un 8,4% 65 anys o més.
L'edat mediana era de 38 anys. Per cada 100 dones de 18 o més anys hi havia 105,7 homes.
La renda mediana per habitatge era de 67.656 $ i la renda mediana per família de 72.396 $. Els homes tenien una renda mediana de 47.153 $ mentre que les dones 35.694 $. La renda per capita de la població era de 27.965 $. Entorn del 0,8% de les famílies i el 2,1% de la població estaven per davall del llindar de pobresa.

## Poblacions més properes
El següent diagrama mostra les poblacions més properes.